# Дониу
Дониу (пол. Doniu; настоящее имя — Доминик Грабовски, пол. Dominik Grabowski; род. 17 июля 1980 года, Шамотулы, Польская Народная Республика) — польский рэпер, автор текстов, музыкальный продюсер, звукорежиссёр и композитор. С 1999 года Доминик является членом группы Ascetoholix. Сотрудничал с такими музыкальными исполнителями, как: Агнешка Влодарчик, Гося Анджеевич, Сильвия Гжещак и другими.

## Карьера
Дониу начал свою творческую деятельность с основания хип-хоп группы Ascetoholix в 1999 году. В группу также входили рэперы Либер и Крис. Сначала парни исполняли концерты в Оборниках. Несмотря на то, что первоначально в Ascetoholix входило пять рэперов, в конце концов остались только трое, те же: Либер, Крис и Дониу. До 2001 года группа выпускала неофициальные альбомы, и лишь в октябре 2001 года вышел первый официальный альбом. Некоторые песни, исполненные в начале 2000-х Дониу и его ребятами, вызвали огромный резонанс и, в то же время, подверглись спорам и критике. В 2005 году Дониу был приглашен композитором на фильм «Время сёрферов». С 2011 года группа Ascetoholix состоит уже из 2 участников - Либер ушёл.
После выхода от Ascetoholix альбома Ab Initio (2014), который не получил особой популярности, Дониу больше ничего не выпускает от группы. Кроме того, исполнитель является творцом слов к композиции: Nie Zapomnij (2016), с которой певица Оливия Вечорек выступала и отстаивала честь страны на конкурсе Детское Евровидение в 2016 году. Ещё Доминик Грабовски придумал тексты для песен Tak Jak Wiatr (2017) и Anioły (2017), которые исполнили Доминика Птак. Певица с её второй песней сражалась за право представлять Польшу в Детском Евровидении 2017, но национальный отбор не прошла.

## Музыкальные альбомы
| Год  | Название альбома                     |
| ---- | ------------------------------------ |
| 2004 | Monologimuzyka                       |
| 2005 | Czas surferów (музыка из кинофильма) |
| 2007 | Moderato (feat. Либер)               |
| 2011 | Dialogimuzyka                        |
| 2011 | Stricte                              |
| 2017 | Pokolenia                            |
| 2017 | Ona i on                             |

## Видеоклипы

### В группеAscetoholix
- 2000: „Umiejętności”
- 2001: „Grunt/Maraton”
- 2001: „Już dawno”
- 2002: Owal - „Jestem tu” feat. Ascetoholix
- 2003: „Na spidzie” feat. DJ Story
- 2003: „Plany” feat. DJ Story
- 2003: „Suczki” feat. Mezo, Szad
- 2003: DJ Decks - „Dario” feat. Ascetoholix
- 2004: 52 Dębiec - „To My Polacy” feat. Ascetoholix
- 2005: Greenjolly, Pięć Dwa Dębiec, Ascetoholix i inni - „Jest nas wielu”
- 2005: „To tylko my”
- 2006: „Tak wyszło” feat. Sylwia Grzeszczak
- 2006: „Chcemy wojny”
- 2006: „Afrodyzjak” feat. Sylwia Grzeszczak
- 2012: „Mała wojna”
- 2012: „Zanim”
- 2012: „Zakładam dres”
- 2014: „Adrenalina”
- 2014: „Love Online”
- 2014: „Twoje Westerplatte”

### Вне группы
- 2004: „Przestrzeń”
- 2004: „Uciekaj” feat. 52 Dębiec
- 2004: Liber - „Skarby” feat. Doniu
- 2005: „Nasze rendes-vous” feat. Liber, Kombii
- 2007: „Dzień dobry Polsko” feat. Liber
- 2007: „Najszybszy w mieście” feat. Liber, Dima
- 2008: „All Inc.” feat. Liber
- 2010: Brudny Zachód - „Wbijam się/ Oni/ Znam to” feat. Doniu, Kris
- 2010: „Czuję że wygrywam!”
- 2010: „Czarna Sobota”
- 2010: „W trasie”
- 2011: DKA - „To był dobry dzień” feat. Patrycja Śmieja, Doniu
- 2011: „Wracam”
- 2011: „Świat może stanąć” feat. Wolf
- 2011: „Gram swoje”
- 2011: „W ryj”
- 2012: Marcin Kindla - „Moja ziemia” feat. Doniu
- 2012: Remo - „Without You (Pozdro z piekła)” feat. Doniu, Amila
- 2012: „Kilka Centymetrów”
- 2012: V-Unit - „Koniec świata ” feat. Doniu
- 2013: „Halo kochanie”
- 2013: „Okulary”
- 2014: „Pij i graj” feat. V-Unit, Dima i Sykario
- 2014: Ola Kawicka - „Jej ostatni rok” feat. Doniu
- 2014: „#Hot16Challenge”
- 2015: „Gdy Się Budzisz”
- 2015: „I Nawet jeśli” feat. Wolf
- 2016: Remo - „Play Live” feat. Doniu, Young Multi
- 2016: „Dni, które przed nami” feat. Agnieszka Gertner-Polak
- 2017: „Zacznij Żyć” feat. Oliwia Wieczorek
- 2017: „Nogi”
- 2017: „Dobry Rok”
- 2018: „Oczy Jak Milion”
- 2018: „Wracam Do Domu”
- 2018: „Walkę Mamy We Krwi!” feat. Tomasz Rożniatowski
- 2018: „Od Urodzenia W Sercach”
- 2018: „Ona Tańczy” feat. Nowator
- 2019: Mezo - „Wers Rewers” feat. Doniu
- 2019: „Dzień Dobry Dobranoc” feat. Mezo

## Награды
- 2005: «Superjedynki» - лучший хип-хоп альбом
- 2005: номинация «Yach Film»
- 2007: «VIVA Comet Awards» - 10-летие группы «Ascetoholix»
- 2011: номинация «OGAE Video Contest 2011»[7]